# Ґжимковиці
Ґжимковиці (пол. Grzymkowice) — село в Польщі, у гміні Біла-Равська Равського повіту Лодзинського воєводства.
Населення — 256 осіб (2011).
У 1975-1998 роках село належало до Скерневицького воєводства.

## Демографія
Демографічна структура станом на 31 березня 2011 року:
|          | Загалом | Допрацездатний вік | Працездатний вік | Постпрацездатний вік |
| -------- | ------- | ------------------ | ---------------- | -------------------- |
| Чоловіки | 122     | 25                 | 85               | 12                   |
| Жінки    | 134     | 26                 | 74               | 34                   |
| Разом    | 256     | 51                 | 159              | 46                   |